# Monnik

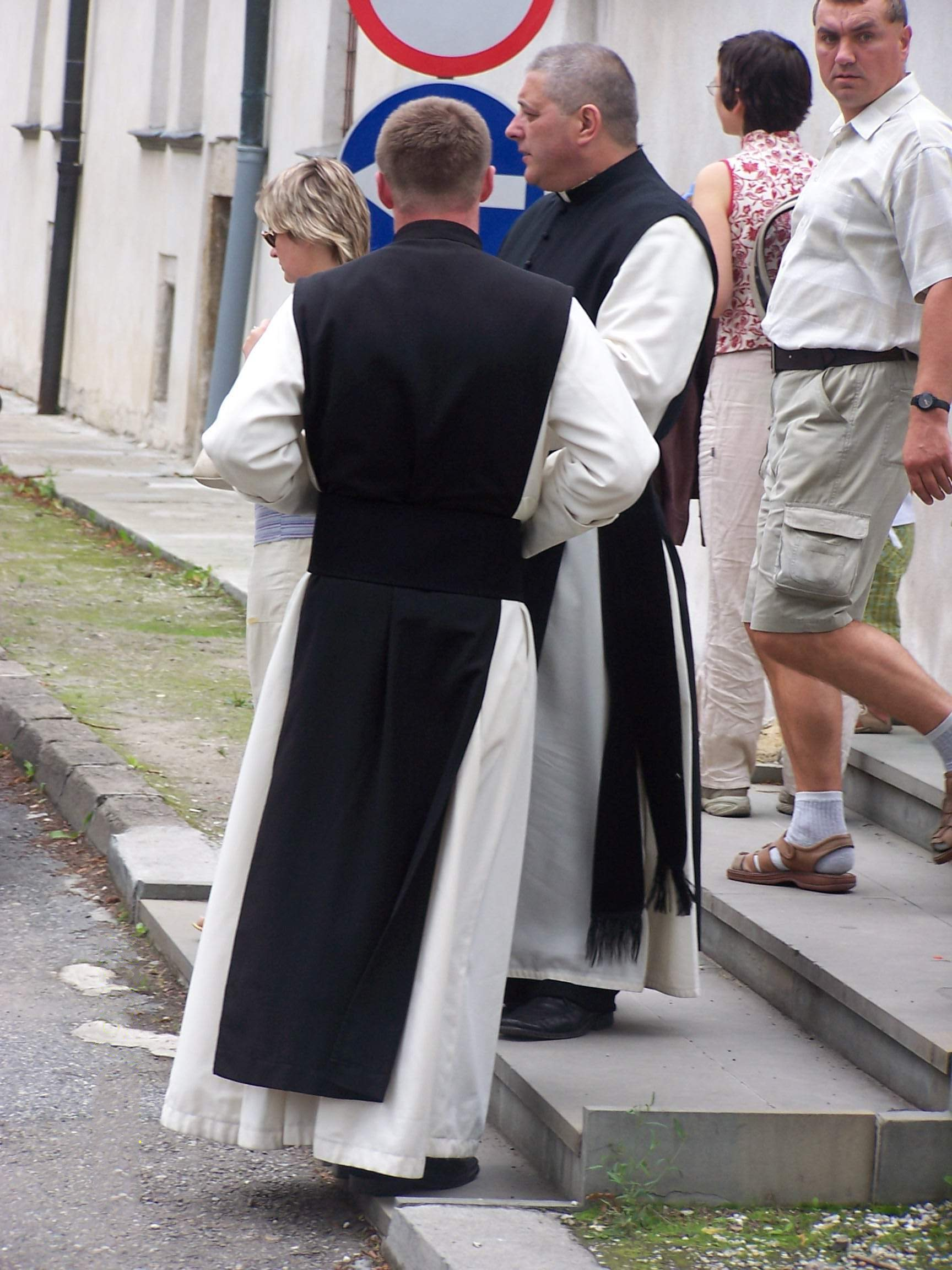
Cisterciënzers in habijt en scapulier.

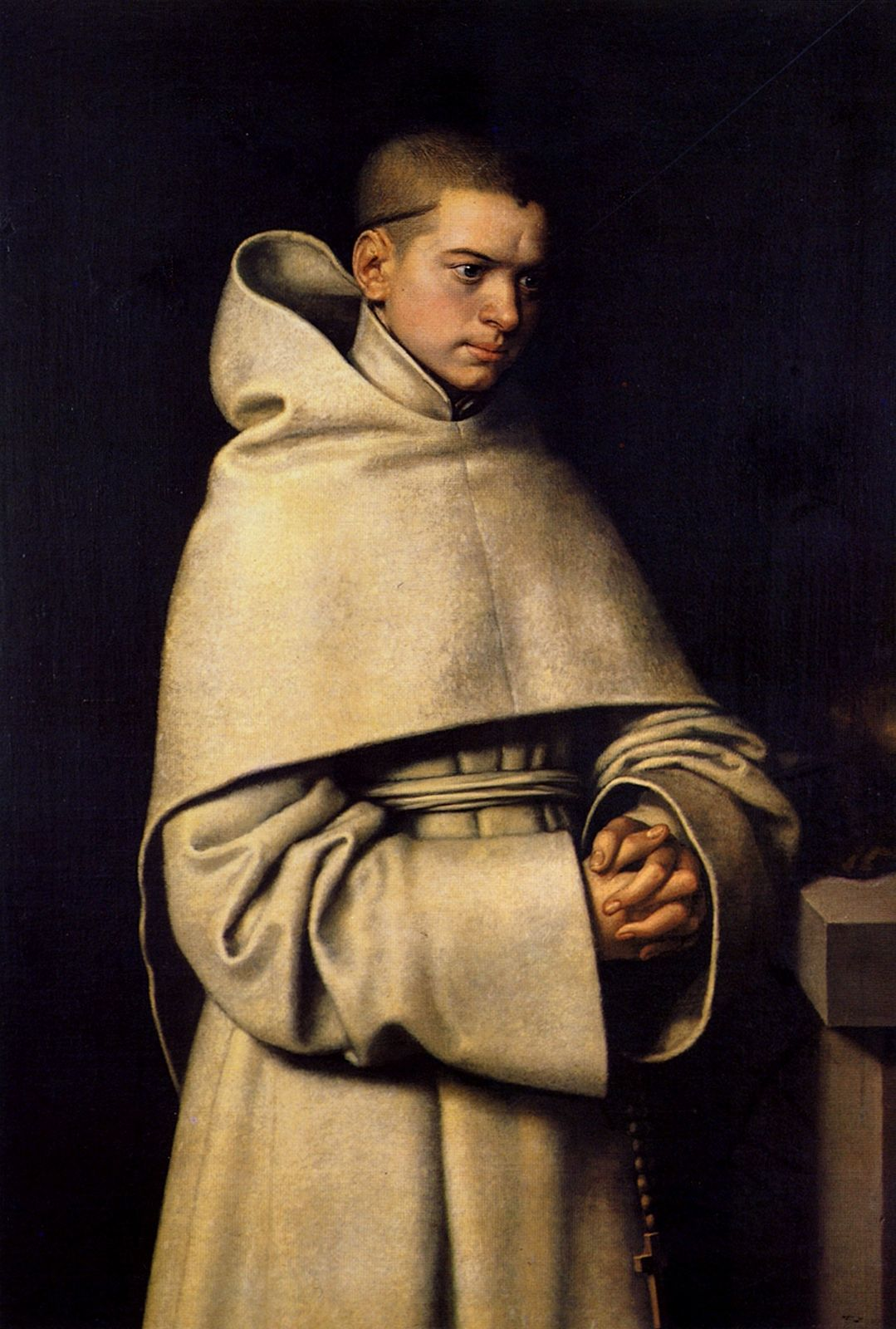
Sofonisba Anguissola (1556)

Een monnik is iemand die vanuit religieuze overtuiging afziet van het stichten van een gezin en die voor een speciale, monastieke levensinvulling kiest. Het woord monnik komt van het Griekse μοναχος (monachos), dat 'eenzaam' betekent, en het woord μονος (monos), dat 'alleen' betekent. De term monachisme is de wetenschappelijke benaming voor het monnikenwezen of monnikendom in het algemeen. 
Er zijn monniken, heremiet of kluizenaar genoemd, die helemaal alleen in meestal een eenvoudig huisje of soms zelfs grot in een afgelegen gebied wonen waar ze een speciale dagindeling hebben die helemaal gewijd is aan oefening in en beoefening van hun religie. De meeste monniken wonen echter als cenobieten bij elkaar in een klooster of abdij waar ze evenals de solitair levende kluizenaars een op gebed, godsdienstige riten en geestelijke oefeningen gericht leven leiden. Er bestaan echter ook tradities waarbij de monniken niet bij elkaar wonen maar een actief bestaan in de samenleving hebben. Vaak zijn deze werkzaam in gezondheidszorg, maatschappelijk werk of onderwijs.
Veel ziekenhuizen zijn gesticht door nonnen of monniken. Vandaag de dag worden verpleegkundigen in Nederland nog vaak 'zuster' of 'broeder' genoemd: een verwijzing naar deze vroegere tijden.

## Inleiding
Het leven van een monnik is een leven waarin men onder andere streeft naar de beleving van mystieke ervaringen in de vorm van diepe meditatieve staten (zoals dhyanas), spirituele realisaties (zoals Nirwana of moksha), of een vereniging met God of goden. De weg van de meditatie speelt vaak een belangrijke rol in de levensstijl van een monnik. Bij de kloostermonniken is de rust en regelmaat van het kloosterleven uitermate geschikt voor contemplatie en meditatie. Ook veel leken (niet-kloosterlingen) bezoeken kloosters voor de rust die daar ervaren kan worden.
De levensstijl van monniken bevat meestal diverse vormen van ascese: het zo veel mogelijk beperken van mentale en lichamelijke genietingen en het overstijgen van de eigen lichamelijke begrenzingen, om zo te trachten de belemmeringen voor grotere geestelijke groei weg te nemen.

### Vrouwen
De aanduiding voor een vrouwelijke monnik is moniaal of non. Tegenwoordig is de term zuster meer gebruikelijk. Vele religies kennen monniken en zusters. Voorbeelden zijn het boeddhisme, het christendom, het hindoeïsme en de islam.
Het onderscheid tussen monialen en zusters wordt gemaakt om vrouwelijke contemplatieve religieuzen te onderscheiden van zogeheten "actieve" religieuzen. Monialen zijn slotzusters die strikt binnen een klooster verblijven en zich zo houden aan een vorm van afsluiting van de buitenwereld. Actieve religieuzen zijn ook in de wereld actief, buiten de muren van hun klooster of convent.
Een in eenzame afzondering levend religieus persoon wordt wel heremiet of yogi genoemd.
De kleding van een monnik noemt men een 'habijt'; het is een lange tuniek, waarover meestal ook nog een scapulier wordt gedragen. Monniken noemen hun eigen kleding nooit 'pij'; dit is een woord dat vooral door buitenstaanders wordt gebezigd.

## Boeddhisme

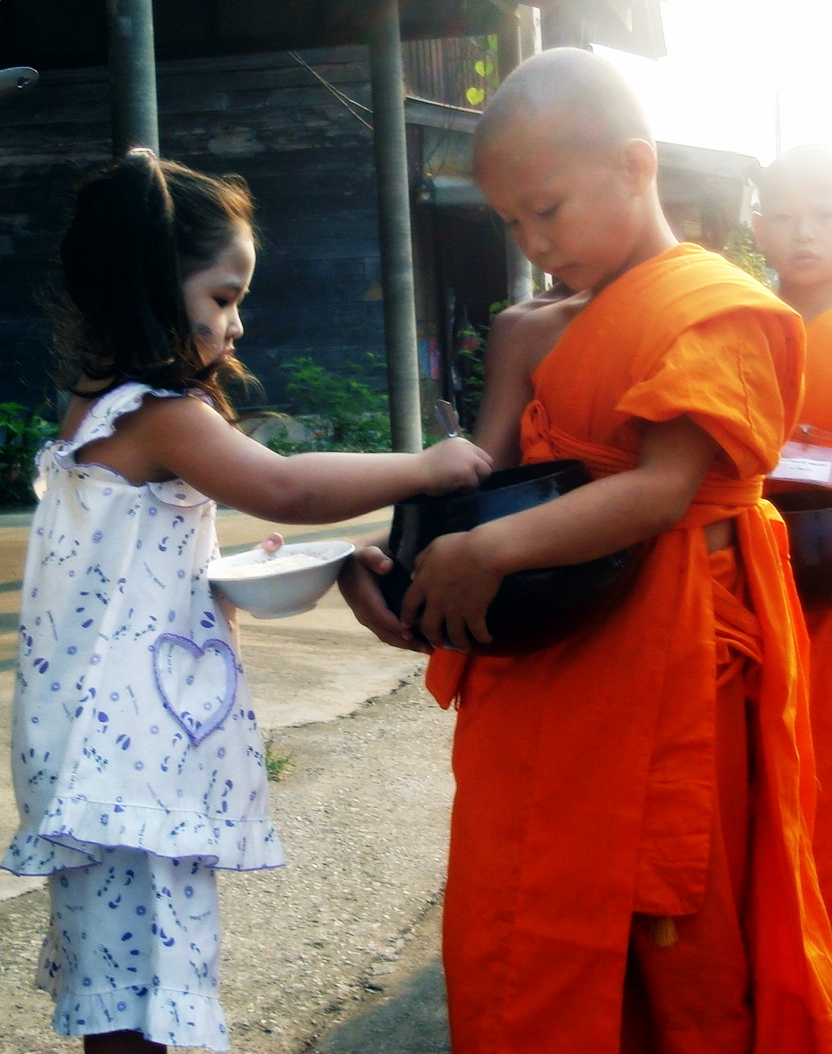
Kleine monnik (samanera) op aalmoesronde in Thailand

De gemeenschap van boeddhistische monniken en nonnen wordt de Sangha genoemd. Monniken hebben een centrale functie in het boeddhistische openbare religieuze leven, wat verklaarbaar is door het feit dat er in het boeddhisme geen priesters zijn. Er zijn hierdoor relatief veel monniken in het boeddhisme. In Thailand alleen al zijn er zo'n 200.000 monniken, een aantal dat jaarlijks groeit tot 300.000 in de periode tussen juli en oktober, wanneer veel Thaise mannen het monnikschap tijdelijk op zich nemen. Er zijn ook boeddhisten die, nadat zijn of haar actieve gezinsleven en maatschappelijk leven zijn afgesloten, op latere leeftijd voorgoed monnik of non worden.

### Redenen om monnik te worden
In het boeddhisme wordt het kunnen loslaten van aspecten van de wereld als een goed en belangrijk element gezien van het spirituele leven. Het belangrijkste doel van het monnikenleven is het behalen van het Nirvana: de uitdoving van verlangen, haat en verwarring.
De Boeddha zei over monnik Ratthapala dat hij met maximale overtuiging monnik werd. Ratthapala zei tegen Koning Koravya dat hij monnik werd omdat de wereld:
1. onstabiel is: mensen worden oud en verliezen hun kracht.
2. zonder beschermer is: pijnlijke gevoelens moet men helemaal zelf ervaren.
3. zonder eigendom is: men moet alle bezittingen achterlaten wanneer men dood gaat.
4. ontoereikend is: het kan de menselijke verlangens nooit compleet vervullen.

In sommige Theravada boeddhistische landen is het gebruikelijk dat iedere man een tijdje als monnik leeft, vooral als ze nog geen gezin of andere maatschappelijke verplichtingen hebben. Wanneer een man aldus een periode als monnik geleefd heeft, wordt hij als meer volwassen dan voorheen beschouwd.

### Soorten monniken en nonnen
Over het algemeen bestaan er in het boeddhisme de volgende soorten monniken en nonnen:
- Bhikkhu (Pali; Sanskriet: bhiksu): een boeddhistische monnik, volgt de patimokkha en de vinaya voor bhikkhus.
- Samanera (Pali): een mannelijke novice, volgt de Tien Voorschriften. Minderjarigen (jonger dan 20) kunnen alleen samanera worden, geen bhikkhu.
- Bhikkhuni (Pali; Sanskriet: bhiksuni): non of zuster, volgt de patimokkha en de vinaya voor bhikkhunis.
- Samaneri (Pali): een vrouwelijke novice, volgt de Tien Voorschriften. Minderjarigen (jonger dan 20) kunnen alleen samaneri worden, geen bhikkhuni

Hierbuiten bestaat er ook een soort (tijdelijke) ordinantie voor leken, die anagarika (Pali) heet. Deze traditie bestond ook al in de tijd van de Boeddha en een dergelijke vorm bestaat in meerdere landen. Een anagarika is traditioneel gezien een in het wit geklede (mannelijke of vrouwelijke) leek die in een klooster woont en de Acht Voorschriften volgt. Soms is een anagarika een postulant en dan is het slechts een tijdelijke (introductie) fase tot het monastisch leven. Het is echter ook mogelijk om anagarika te zijn gedurende het hele leven, of slechts voor een kortere tijd, zonder bhikkhu te willen worden.
In sommige landen bestaan niet alle soorten monniken en nonnen. Soms werd wel het boeddhisme geïntroduceerd in een land, maar gingen er geen monniken naar dat land toe. Voorbeelden hiervan zijn Japan (waar de originele boeddhistische monastische vorm nooit is geïntroduceerd), en Tibet (waar nooit bhikkhunis geweest zijn).
Het dragen van een monnikenkleed is het symbool van het achterlaten van het normale wereldse leven. Boeddhistische monniken worden daarom geacht altijd dit kleed te dragen, ook wanneer zij zich buiten een klooster bevinden.

### Mahayana
In het Mahayana-boeddhisme zijn er bhikkhus en bhikkhunis, en samaneras en samaneris.
De tradities van bhikkhunis in China en Taiwan en Zuid-Korea zijn de enige overgebleven tradities van bhikkhunis ter wereld. Deze tradities gaan terug tot de tijd van de Boeddha en zijn vanuit India en Sri Lanka in China, Taiwan en Zuid-Korea terechtgekomen.

#### Zen
In de grotere Zen-kloosters in Japan is er een strenge hiërarchie ingesteld, die onderscheid maakt tussen beginnelingen en gevorderden. De zen monniken besteden een significant gedeelte van hun (zeer gestructureerde) dag over het algemeen aan zazen, een vorm van meditatie.
De Zen-traditie kent overigens geen bhikkhus en bhikkunis en geen vinaya en patimokkha; deze traditie is niet samen met de rest van het boeddhisme vanuit China in Japan beland. Japan heeft een eigen traditie van monniken, waarin de monniken tegenwoordig vaak meer een soort priester zijn, daar zij geen consistent monnikenleven leiden. Zij zijn vaak getrouwd met een vrouw, hebben kinderen, beschikken over alle luxe en de tempel is vaak hun persoonlijke bezit, een erfenis van hun vader die ook monnik was. De grotere Zen-kloosters zijn echter zeer strikt, maar monniken brengen vaak slechts een aantal jaren in deze striktere kloosters door, waarna zij terugkeren naar hun eigen tempeltje.
Deze 'laksere' traditie is nog niet zo oud; zij werd zo'n honderd jaar geleden per keizerlijk besluit ingevoerd; de keizer beval in dit besluit de monniken te trouwen. Niet alle monniken deden dit echter.

### Theravada

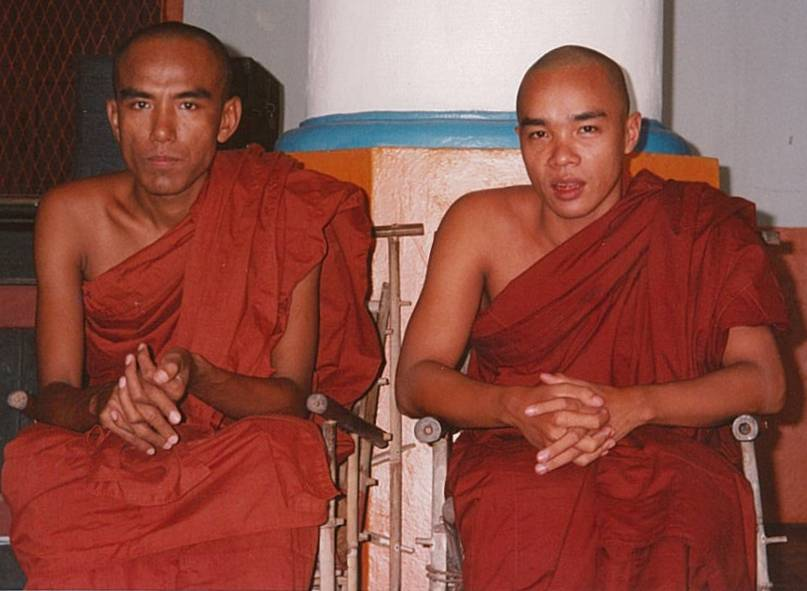
Monniken in Myanmar (Birma)

Het theravada is de boeddhistische traditie die onder andere in Sri Lanka, Thailand en Myanmar gepraktiseerd wordt. De monniken in de theravadatraditie zijn bhikkhu's, samanera's, bhikkhuni's en samaneri's. Sinds eind 20e eeuw zijn er weer bhikkhuni's in het theravada, nadat deze traditie in het theravada 800 jaar lang uitgestorven was. Deze nieuwe bhikkhuni's hebben hun ordinantie in het Mahayana behaald, maar volgen zelf het theravada. Over het algemeen gesproken is de ordinantie tot bhikkhuni echter in veel traditionele theravadalanden controversieel en worden de bhikkhuni's niet altijd erkent.
Buiten deze vier basisvormen van het monastisch leven in het boeddhisme bestaan er nog een aantal soorten van ordinantie die alleen in het theravada bestaan:
- Siladhara (Pali): feitelijk een samaneri, echter volgt deze naast de Tien Voorschriften ook de extra regels en gebruiken van de Orde van Siladhara's van Amaravati Buddhist Monastery en gerelateerde kloosters. Deze orde bestaat sinds 1979. De extra regels en gebruiken zijn gebaseerd op de voorschriften voor de bhikkhuni's, maar zijn minder in aantal en ook minder streng.
- Mae Chiis (Thai): benaming voor vrouwelijke anagarikas in Thailand.
- Pah-Kauw (Thai): benaming voor mannelijke anagarikas in Thailand.

In de theravadatraditie dragen bhikkhu en samanera's oranjebruine (Thailand en Sri Lanka) of bordeauxrode (Myanmar en Sri Lanka) habijten en scheren ze het hoofd kaal. Samaneri's in Myanmar dragen een roze gewaad, terwijl bhikkhuni's, siladhara's en samaneri's in overige landen veelal een donkerrood/bruin gewaad dragen. In Myanmar dragen samaneri's roze kledij. Mae Chiis dragen witte kledij.
Monniken en nonnen kunnen verder vrijwillig de Dhutanga Vatta ondernemen, een verzameling van 13 licht-ascetische praktijken. Een bhikkhu die geen vaste verblijfplaats heeft en rondzwerft, heet in Thailand een Toedong-monnik (Thai: Phra Toedong). Het woord 'toedong' is afgeleid van het Pali Dhutanga.

### Tibetaans boeddhisme
In het Tibetaans boeddhisme zijn er bhikkhu's, samanera's en samaneri's. Tibet heeft nooit een traditie van bhikkhuni's gekend. Een lama kan een monnik zijn, maar dat hoeft niet.

## Christendom
Zie: monnik (christendom).

## Hindoeïsme
In het hindoeïsme variëren de monastieke tradities al naargelang de sekte. De termen sadhoe en sannyasin zijn de meer algemene termen waarmee monniken, hermieten en asceten worden aangeduid en deze gaan meestal gekleed in saffraan gekleurde gewaden. Historisch stond het monastieke pad meestal slechts open voor mannen, maar tegenwoordig accepteren sommige tradities ook wel nonnen.
De Vaishnava monniken scheren hun hoofd op een klein plukje haar na, terwijl de Shaiva monniken in de meeste tradities hun haar en baard juist nooit afknippen.
De geloften van een Sadu verbieden meestal:
- het bezit van persoonlijke eigendommen, behalve een kom, een kop, twee sets kleding en medische hulpstukken zoals een bril.
- het hebben van contact met, het kijken naar of het zelfs maar denken aan of het zich ophouden in de buurt van een vrouw.
- eten uit genoegen.
- het bezitten of zelfs maar aanraken van geld of waardevolle zaken op welke manier en in welke vorm dan ook.
- persoonlijke relaties onderhouden.

### Ananda Marga

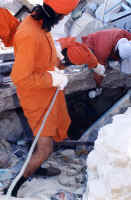
Acharya met opgebonden kledij aan het werk na een aardbeving

Ananda Marga kent zowel celibatair levende monniken en zusters (acharya's) als gehuwde acharya's. De ongehuwde acharya's dragen donkeroranje kledij, waarbij de monniken een tulband dragen en de zusters een kap en worden aangesproken als dada (oudere broer) of didi (oudere zus). Ze leven nooit in kloosters bij elkaar, maar volgen wel een hele serie monastieke leefregels (deels parallel aan die uit het boeddhisme) en leven een actief en dienstbaar bestaan te midden van de samenleving.
Zo moeten de monniken bijvoorbeeld hun hoofdhaar en baard tot een bepaalde voorgeschreven minimale lengte laten groeien en mogen ze slechts zeer beperkt bezittingen hebben (twee sets kleding, één paar schoenen, etc.). De monniken en zusters volgen ongeveer dezelfde spirituele leefstijl als de "gewone" sadhaka's, maar mediteren bijvoorbeeld vaker, vasten vaker en hebben meer van dergelijke extra voorschriften en disciplines.
Naast hun vrijwilligerswerk voor de samenleving zoals het stichten van scholen, tehuizen, meditatiecentra en het organiseren van noodhulp, hebben de acharya's ook specifieke taken binnen de samgha (letterlijk 'samen gaan', vereniging), zoals het leiden van huwelijksceremonies, naamgeefceremonies, begrafenis- en crematieceremonies en het leiden van spirituele retraites en wekelijkse groepsmeditaties. Daarnaast geven ze de verschillende individuele meditatielessen aan de "gewone" sadhaka's en kunnen ze hen specifieke yoga asana's voorschrijven.

## Islam
Ook in de islam kent men een traditie van monniken; de soefitraditie. De monniken van deze traditie worden soefis genoemd. Beginnelingen op het soefi pad heten derwisj. De derwisjen geloven dat liefde een projectie is van de essentie van God op het universum. Veel van de derwisjen zijn ascetische bedelmonniken die een gelofte van armoede hebben afgelegd, andere werken in gewone beroepen. Zo zijn de Egyptische Qadirieten vissers.
Er zijn ook verscheidene dervisj broederschappen die teruggaan op verschillende islamitische heiligen en leraren, zoals Imam Ali en Aboe Bakr. Zij leven in een monastieke omgeving, ongeveer zoals de christelijke kloosterbroederschappen. Verscheidene sekten en subsekten zijn zo in de loop der eeuwen ontstaan en weer verdwenen.
Het "werveldansen", dat beoefend wordt door de Mevlana sekte in Turkije, is een van de fysieke methoden om te trachten een spirituele extase (majdhb) en contact met God te bewerkstelligen. Rifgieten, ook wel bekendstaand als de huilende derwisjen, snijden zichzelf met messen, pakken roodgloeiende ijzers vast en eten hete kolen of levende slangen al naargelang hun subsekte. Andere groepen waaronder de Bektashieten en de Senussi zijn meer orthodox in hun geloof. Weer andere broederschappen en subgroepen zingen verzen uit de Koran, spelen op drums of dansen in groepen, al naargelang hun specifieke traditie. Iedere broederschap heeft zijn eigen kledij en wijze van toelating en initiatie, die erg streng kan zijn.

## Jaïnisme
In het jaïnisme heten monniken Digambaras. Deze monniken 'kleden' zich met lucht, wat er in de praktijk op neerkomt dat ze geen stoffen kleding dragen: ze zijn naakt.  Ze wijden hun leven aan het uitputten van hun Karma. Soms gebruiken ze een bezem om de grond schoon te vegen van kleine diertjes, zodat ze deze niet per ongeluk dood zullen trappen.

### Boeddhisme
- De Monnik Versen van de Boeddha over monniken.
- Amaravati Buddhist Monastery heeft meer informatie over de Orde van Siladharas.

### Christendom
- Religieuzen in België
- Konferentie Nederlandse Religieuzen